# أنجيلا كان
أنجيلا كان (بالألمانية: Angela Kane) (و. 1948  م) هي دبلوماسية، وسياسية ألمانية، ولدت في هاملن.

## التعليم
تعلمت في جامعة لودفيغ ماكسيميليان في ميونخ، وكلية برين ماور، وكلية بول نيتز للدراسات الدولية المتقدمة ‏.

## جوائز
حصلت على جوائز منها:
- صليب القائد لنيشان استحقاق جمهورية ألمانيا الاتحادية.